# Douvres-la-Délivrande

Douvres-la-Délivrande este o comună în departamentul Calvados, Franța. În 1 ianuarie 2022 avea o populație de 5.123 de locuitori.